# Jurová
Jurová (Hongaars: Dercsika) is een Slowaakse gemeente in de regio Trnava, en maakt deel uit van het district Dunajská Streda.
Jurová telt 495 inwoners.